# 신의 태궁
《신의 태궁》은 매주 목요일 해소금이 다음 웹툰에서 연재하는 웹툰이다.